# White Willow
White Willow è una progressive rock band norvegese, attiva dal 1995.
Il loro suono è influenzato dall'art rock, musica classica, pop, jazz-rock, musica elettronica e naturalmente progressive anni '70.

## Formazione
- Sylvia Erichsen - vocals
- Trude Eidtang - vocals
- Lars Fredrik Frøislie - keyboards
- Ketil Vestrum Einarsen - flute
- Jacob Holm-Lupo - guitar
- Marthe Berger Walthinsen - Bass
- Aage Moltke Schou - drums

## Discografia
- Ignis Fatuus (1995, The Laser's Edge)
- Ex Tenebris (1998, The Laser's Edge)
- Sacrament (2000, The Laser's Edge)
- Storm Season (2004, The Laser's Edge)
- Storm Season (Japanese edition, 2004, Avalon/Marquee)
- Signal to Noise (2006, The Laser's Edge)
- Terminal Twilight (2011, Termo Records)